# 49777 Cappi
49777 Cappi este un asteroid din centura principală de asteroizi.

## Descriere
49777 Cappi este un asteroid din centura principală de asteroizi. A fost descoperit pe 2 decembrie 1999 la Prescott (Arizona) de Paul G. Comba. El prezintă o orbită caracterizată de o semiaxă mare de 2,36 ua, o excentricitate de 0,07 și o înclinație de 4,5° în raport cu ecliptica.